# تيكومة نياسية
تيكومة نياسية (الاسم العلمي:Tecoma nyassae) هي نوع من النباتات يتبع جنس التيكومة من الفصيلة البنيونية. سمي هذا النوع نسبة إما لأرض نياسا أو نياسالاند (بالإنجليزية: Nyasaland)‏ كما كانت تعرف مالاوي من قبل أو لبحيرة مالاوي التي تعرف أيضا ببحيرة نياسا.